# 王海容
王海容（1938年9月25日—2017年9月9日），湖南长沙人，毛泽东的表侄孙女。文化大革命后期曾任中华人民共和国外交部副部长。

## 生平

### 早年
王海容的名字据说是祖父王季范所取，得自林则徐的对联：“海纳百川，有容乃大。”王海容在长沙念完初中。1952年就读于北京师范大学附属女子中学。1957年毕业，在北京化工厂当学徒工。1960年至1964年在北京师范学院俄语系学习。毕业后在北京外国语学院进修英语一年。1965年11月，由周恩来安排，进入外交部办公厅工作。起初，她的工作主要是负责外交部长陈毅与总理周恩来的文电收发，以及其他文秘工作。但是因她身份特殊，并有周恩来的特殊关照，所以她在外交部有着特殊的“分量”。

### 文革期间
文化大革命期间，1970年夏，由周恩来直接提名，王海容担任外交部礼宾司负责人。1971年7月至1972年5月任外交部礼宾司副司长，参与接待基辛格秘密访华和1972年尼克松访华，曾担任毛泽东和尼克松谈话翻译。1972年5月至1974年7月任外交部部长助理，主管礼宾事务。1974年7月至1979年2月任外交部副部长。
1960年代末至1970年代初，王海容经常参加国事活动，以及陪同毛泽东主席接见外宾。当时王海容、唐闻生、齐宗华、罗旭、章含之被称为中国外交界的“五朵金花”，其中王海容、唐闻生因身世特殊而尤为引人注目。王海容是烈士子女，她祖父王季范又与毛泽东交厚，所以毛泽东很关心也很信任王海容。
早在1967年，王海容就已开始为毛泽东“传话”。1967年8月7日，中央文革小组成员王力在接见外交系统造反派（主张反外交部党委书记、部长陈毅）时讲了话。该讲话被外交系统造反派印成传单广为传播，人称“八七讲话”。外交部的“保陈派”（主张保陈毅）反对该讲话，但想弄清毛泽东对王力“八七讲话”的态度，便派王海容去毛泽东处“摸情况”。1967年9月24日凌晨4时，去南方巡视的毛泽东乘火车回到北京。早已等候在中南海的王海容向毛泽东汇报了有关情况，试探毛泽东对陈毅及王力“八七讲话”的态度，当王海容谈到王力“八七讲话”不得人心时，毛泽东引了两句诗“时来天地皆同力，运去英雄不自由”，并说“你回去吧，我要休息了。”当天上午，外交部的“保陈派”弄不懂毛泽东引的两句诗的含义，经刘华秋提议，“保陈派”部分成员随王海容到她家向王季范请教，得知两句诗出自罗隐的《筹笔驿》。不久，王力就垮台了，成为王、关、戚事件的一部分。
文革中后期，毛泽东因为身体等原因，基本不见任何人，连妻子江青想见毛泽东一面都很难，王海容、唐闻生是少数能见到毛泽东的人，因此成为毛泽东和中共中央政治局之间的“桥梁”。外界探听毛泽东的意向，向毛泽东反映问题，以及毛泽东对中共中央政治局传达意见，经常通过王海容、唐闻生进行。
1974年春，毛泽东提议让邓小平当团长，率团出席联合国大会第六届特别会议，但江青四次打电话逼外交部撤回邓小平率团出席联合国大会第六届特别会议的报告。1974年3月27日，毛泽东致信江青，严厉批评她无理取闹的行径。同时，毛泽东又让秘书将致江青此信的主要内容通过电话告知王海容、唐闻生。随后王海容、唐闻生在外交部顶住了江青的压力。1974年3月27日24时，江青复函毛泽东，表示拥护毛泽东关于让邓小平率团出席联合国大会第六届特别会议的提议。
1974年深秋，第四届全国人民代表大会的筹备工作开始，在“组阁”问题上，以周恩来、邓小平为首的老干部同江青、张春桥等人展开针锋相对的斗争，双方不约而同地找到王海容、唐闻生。1974年10月17日，即毛泽东抵达长沙的第四天，在北京举行的中共中央政治局会议上，江青、张春桥借风庆轮事件向主持会议的邓小平发难，矛头直指病中的周恩来，邓小平当即宣布休会。当晚，江青、王洪文、张春桥、姚文元在钓鱼台国宾馆17号楼商议，决定派王洪文专程到长沙向毛泽东“告状”。同时，江青拉拢和施压即将陪外宾赴长沙的王海容和唐闻生，希望她们站到自己一方。1974年10月19日下午，周恩来在医院会见丹麦首相保罗·哈特林夫妇，王海容、唐闻生及外交部有关方面负责人陪见，已获悉江青活动的周恩来在医院向王海容、唐闻生谈到事情并非像江青所讲的那样，而是邓小平被江青等人整。1974年10月20日，陪同哈特林首相到长沙的王海容、唐闻生将双方的情况全部报告毛泽东。毛泽东说：“风庆轮的问题本是一件小事，而且先念同志已在解决，但是江青还是这样闹！”毛泽东还对王海容、唐闻生说：“总理还是总理，四届人大的筹备工作和人事安排由总理和王洪文一起管。”他还说：“建议邓小平任党的副主席，第一副总理，军委副主席，兼总参谋长。”毛泽东嘱咐王海容、唐闻生把自己的上述建议转告周恩来、王洪文。
此后，江青又将王海容、唐闻生召到钓鱼台国宾馆。因为毛泽东将于1974年12月17日在长沙会见扎伊尔总统蒙博托一行，王海容、唐闻生将陪同前往。江青想让王海容、唐闻生向毛泽东传话，由王洪文任全国人大常委会副委员长，排在朱德、董必武之后。毛泽东听王海容、唐闻生讲了江青这一意见后说：“江青有野心。她是想叫王洪文做委员长，自己做党的主席。”为向毛泽东面陈，经叶剑英等人商定，周恩来于1974年12月23日上午自北京西郊机场乘专机直抵长沙，毛泽东事先已得知详情，所以周恩来在长沙和毛泽东谈得比较顺利，在重大问题上很快取得一致，周恩来获得毛泽东明确支持。12月26日晚，周恩来在中共湖南省委招待所蓉园二号楼下榻处（当时毛泽东住一号楼）设便宴庆贺毛泽东81岁生日，只有中共湖南省委负责人张平化、李振军和身边工作人员参加，先期抵达长沙的王海容、唐闻生也应邀赴宴，周恩来抱病为毛泽东的健康痛饮一杯长沙名酒“白沙液”。1975年2月2日，毛泽东批转《关于国务院各副总理分工问题的请示报告》，批文称：“邓小平任第一副总理，主持外事。在周恩来总理病重疗养期间，代总理主持会议和呈批主要文件。”1975年1月17日，第四届全国人民代表大会第一次会议闭幕，江青原定的人事计划全盘落空。
1975年冬，“批邓、反击右倾翻案风”运动掀起，邓小平领导的全面整顿被迫中断。1976年1月8日，周恩来逝世。1976年2月，邓小平遭到点名批判。1976年4月5日发生四五运动。外交部部长乔冠华一直是周恩来的人马。而当时王海容、唐闻生在外交部具有很大权力，控制着外交部的人事权，尤其是涉及中美关系这样的部门。外交部党委书记、部长乔冠华与王海容、唐闻生的权力斗争不断升级，外交部内部形势错综复杂。在“批邓、反击右倾翻案风”运动中，王海容、唐闻生在外交部获得主动，而乔冠华陷入被动，乔冠华在外交部的地位岌岌可危。为了扳倒王海容、唐闻生，章含之出面于1976年4月25日写了一封名义上给毛泽东，实际上送给了江青的告密信，信是以“我们”（即乔冠华、章含之夫妇）的名义所写，内称康生通过唐闻生、王海容诬告江青、张春桥，这起诬告是邓小平幕后策划的。乔冠华、章含之夫妇希望利用江青同王海容、唐闻生的矛盾，让江青插手外交部，支持乔冠华。毛泽东迅速识破了此信的用意，批评此信意在“借刀杀人”，“借中央之刀杀王海容、唐闻生”。乔冠华在外交部的地位随即进一步下降，他的外交部党委书记职务也被别人取代。

### 文革后
1976年9月9日，毛泽东在北京逝世。1976年10月6日，粉碎“四人帮”。此后，王海容被宣布停职，在外交部接受审查。1978年12月底起，她的工作关系从外交部移交到中共中央组织部，等待重新分配工作。随后中央决定让王海容到中共中央党校进修学习，按照中共中央党校的教程安排，每期学员进修时间为半年或者1年，但是，王海容从1978年到1981年在中共中央党校进修学习3年。 
1984年4月起，王海容任国务院参事室副主任、党组成员，保留副部长级待遇。任内王海容主管行政后勤，当时中国实行福利分房，国务院参事室上至司局级干部、下至司机炊事员的总共百余名人员在王海容的努力下都分批分期地解决了住房问题。王海容是第九、十届全国政协委员。
晚年，终身未婚的王海容与母亲和弟弟一家住在一起，平时她喜欢买菜做饭，为母亲下厨。有人建议王海容写回忆录挣稿费，但被王海容一口回绝：“我不写。我要写就写真话， 我一说真话就得罪人。”所以王海容终生没有写过任何回忆录。
2017年9月9日，王海容在北京医院因病逝世，享年79岁。2017年9月21日，在北京市八宝山殡仪馆东礼堂举行了王海容同志遗体送别仪式，外交部部长王毅以及前党和国家领导人胡锦涛、李鹏、朱镕基、温家宝、贺国强等送来花圈。

## 相关书籍
《改变世界的日子：与王海容谈毛泽东外交往事》孔东梅 著，2006 中央文献出版社

## 家庭
王海容终身未婚未育。
- 祖父：王季范，是毛泽东的表兄[12]。王季范曾在湖南省立第一师范学校任教，毛泽东曾为该校学生。毛泽东管王季范叫“九哥”。1972年夏王季范病逝时，毛泽东所送花圈上写着“九哥千古”[2]。王季范曾任中央人民政府政务院参事、中国人民政治协商会议全国委员会常务委员。
- 父：王德恒，中共党员，经毛泽民介绍加入中共。毕业于延安中国人民抗日军政大学。后在回湖南从事地下特務叛亂工作被國民政府處決。[2]。
- 母：肖凤林[5][3]
- 弟：王起华[5][3]
  - 弟媳：裴震坤[5][3]
  - 侄子：王宇清[5][3]
  - 侄女：王宇丹[5][3]